# Karminska kiselina
Karminska kiselina (C22H20O13) crveni je glukozidni hidroksiantrapurin koji se prirodno javlja kod nekih kukaca, kao što su košenil ili košenilska uš, armenski i poljski košenil. Kukci proizvode kiselinu kao odvraćanje od grabežljivaca. Aluminijska sol karminske kiseline je sredstvo za bojenje u karminu, pigmentu. Starosjedioci Perua proizvodili su košenilne boje za tekstil prije najmanje 700. godina. Kemijska struktura karminske kiseline sastoji se od jezgre antrakinonske strukture povezane s jedinicom šećera glukoze. Karmininsku kiselinu prvi su put laboratorijski sintetizirali organski kemičari 1991.

## Karmin
Karmin (njem. Karmin od srednjovj. lat. carminium, od arap. qirmiz: skrletan i lat. minium: minij) je prirodno crveno bojilo dobiveno od košenile (osušenih ženki biljnih ušenaca Coccus cacti) izluživanjem njezina obojenoga sastojka, karminske kiseline, vrućom vodom i taloženjem ekstrakta (koncentrata) aluminijevim solima. Otopina karmina upotrebljava se za bojenje kromosoma u histologiji, hrani i kozmetičkih proizvoda (na primjer ruž za usne).

### Košenil
Košenil ili košenilska uš, lat. Dactylopius cacti (fra. cochenille od španj. cochinilla) je kukac iz reda polukrilaca (lat. Hemiptera), porodica crvaca (Coccoidae). Živi na kaktusu Nopalea coccinellifera ili na opunciji (indijska smokva). Podrijetlom je iz Meksika, a prenesen je i u druge tople krajeve (Kanarski otoci, Alžir, Java). Od osušenih tijela ženki dobiva se karminska boja košenila, koja služi za proizvodnju karmina i karminske kiseline; prije se upotrebljavala za bojenje vunenih i svilenih tkanina.

## Slike
|                                                                  |                                                                 |                                                                   |                                                                                          |
| Karmin se dobiva od osušenih ženki biljnih ušenaca Coccus cacti. | Grozd ženki Dactylopius coccus koji raste na Kanarskim otocima. | Gnijezdo ušenaca Dactylopius coccus na kaktusima indijske smokve. | Ekstrakt karmina korišten je od srednjeg vijeka do 19. stoljeća za izradu grimizne boje. |